# Parapercis lutevittata
Parapercis lutevittata är en fiskart som beskrevs av Liao, Cheng och Shao 2011. Parapercis lutevittata ingår i släktet Parapercis och familjen Pinguipedidae. Inga underarter finns listade i Catalogue of Life.